# Magdalena Łuczak
Magdalena Łuczak (* 31. Dezember 2001 in Łódź, Woiwodschaft Łódź) ist eine polnische Skirennläuferin. Sie ist auf die technischen Disziplinen Riesenslalom und Slalom spezialisiert.

## Biografie
Łuczak bestritt im Alter von 15 Jahren in Sulden ihr erstes FIS-Rennen. Nur gut drei Wochen nach ihrem 16. Geburtstag gab sie in den Slaloms von Melchsee-Frutt ihr Europacup-Debüt. Bei den Juniorenweltmeisterschaften 2018 in Davos startete sie in vier Disziplinen und belegte die Ränge 21 und 23 in Kombination und Super-G. Am Saisonende gewann sie in Szczyrk ihren ersten Staatsmeistertitel im Slalom, im Riesenslalom belegte sie Rang zwei. Noch im selben Jahr sammelte sie Erfahrungen im South American und Far East Cup. Im Februar 2019 nahm sie am Europäischen Olympischen Jugendfestival teil Jahorina teil und belegte im Riesenslalom den achten Platz. Bei ihren zweiten Juniorenweltmeisterschaften 2019 im Fassatal belegte sie die Ränge 18, 20 und 36 in Riesenslalom, Slalom und Super-G.
Am 9. März 2019 gab Łuczak im Riesenslalom von Špindlerův Mlýn ihr Weltcup-Debüt. Im Dezember 2020 gelang ihr mit Rang sieben im Riesenslalom von Andalo erstmals ein Spitzenresultat im Europacup. Auch in der Folge konnte sie sich konstant in den Punkterängen klassieren. Bei den Weltmeisterschaften 2021 in Cortina d’Ampezzo belegte sie im Riesenslalom Platz 19, hingegen blieb sie bei den Weltmeisterschaften 2023 ohne Ergebnis.

## Erfolge

### Olympische Spiele
- Peking 22: 10. Mannschaftswettbewerb, 26. Riesenslalom

### Weltmeisterschaften
- Cortina d’Ampezzo 2021: 19. Riesenslalom
- Saalbach-Hinterglemm 2025: 10. Mannschaftswettbewerb, 27. Riesenslalom

### Weltcup
- 4 Platzierungen unter den besten 20

### Weltcupwertungen
| Saison  | Gesamt | Gesamt | Slalom | Slalom |
| Saison  | Platz  | Punkte | Platz  | Punkte |
| ------- | ------ | ------ | ------ | ------ |
| 2021/22 | 112.   | 11     | 47.    | 11     |
| 2023/24 | 79.    | 52     | 33.    | 52     |

### Europacup
- 3 Podestplätze

### Juniorenweltmeisterschaften
- Davos 2018: 21. Kombination, 23. Super-G
- Fassatal 2019: 18. Riesenslalom, 20. Slalom, 36. Super-G

### Weitere Erfolge
- 3 polnische Meistertitel (Slalom 2018, Riesenslalom 2019 und 2021)
- 5 Siege in FIS-Rennen